# رستم اسکندری
رستم اسکندری (زاده ۱۸ اوت ۱۹۹۱ در کولاب) کشتی‌گیر آزادکار اهل تاجیکستان است. وی در وزن ۹۶ کیلوگرم بازی‌های المپیک تابستانی ۲۰۱۲ به رقابت پرداخت. او در مرحله یک‌هشتم نهایی از والری آندریتسوف شکست خورد و با توجه به راهیابی او به فینال، توانست به شانس مجدد راه یابد. در شانس مجدد، وی از ختاگ گازیموف باخت و حذف شد.